# James R. Holton
Pour les articles homonymes, voir Holton.
James Reed Holton (1938-2004) est professeur de sciences de l'atmosphère, spécialiste de la dynamique atmosphérique et l'auteur de « An Introduction to Dynamic Meteorology », utilisé dans le monde entier comme manuel universitaire de science atmosphérique. Il a travaillé à l'université de Washington pendant 38 ans et a reçu de nombreuses récompenses majeures dans son domaine de recherche, étant l'un des principaux météorologues de son domaine de sa génération. Il était également membre de l'Académie nationale des sciences ; l'Union américaine de géophysique a donné son nom au prix James R. Holton.

## Biographie
James Holton est né le 16 avril 1938 à Pullman (Washington), l'aîné de 3 enfants, dans un milieu agricole. Son père était un chercheur en agronomie, qui a publié plus de 100 articles et 2 livres scientifiques, et sa mère une secrétaire ayant fait son Bachelor of Arts.
Holton est entré à l'université en 1956 et a obtenu un B.Sc. en physique du Harvard College en 1960. Lors de sa dernière année, il a été introduit à la météorologie et s'est inscrit au doctorat, sous la direction de Jule Charney au Massachusetts Institute of Technology (MIT), graduant en 1964.
Il a ensuite travaillé comme chercheur postdoctoral avec Bert Bolin à Stockholm grâce à une bourse de la National Science Foundation. En 1965, Holton est engagé comme chercheur et professeur adjoint à l'université de Washington, devenant professeur agrégé en 1969 et professeur titulaire en 1973. Holton a visité le département de mathématiques appliquées et de physique théorique à l'université de Cambridge en 1973-1974. De 1997 à 2002, il a été directeur du département des sciences atmosphériques de l'université de Washington. Il reprend ensuite son poste de professeur jusqu'à sa mort le 3 mars 2004 d'une valvulopathie cardiaque.

### Recherches et publications
Les recherches de Holton au MIT ont été dans le domaine de la dynamique des fluides. Mais il s'est intéressé ensuite à la dynamique des phénomènes atmosphériques. À Stockholm, il a ainsi travaillé à modéliser la dynamique du courant-jet de bas niveau se formant la nuit en été sur les Grandes Plaines américaines. Lors de ses années à l'université de Washington, il a continué dans la modélisation des processus dynamiques, entre autres avec le météorologue Richard J. Reed, un co-découvreur de l'oscillation quasi-biennale (OQB).
En plus de ses recherches, il est l'auteur ou le co-auteur de nombreux articles scientifiques et du livre « An Introduction to Dynamic Meteorology », publié en 1972, qui est devenu un manuel de référence sur la dynamique atmosphérique pour les cours universitaires. Il a publié une monographie sur la météorologie dynamique de la stratosphère et de la mésosphère en 1975, qui a marqué le début de ses relations avec la communauté des chercheurs travaillant sur la dynamique stratosphérique, l'ozone et la vapeur d'eau, et sur les interactions entre la stratosphère et la troposphère.

### Vie personnelle
James Holton a épousé Margaret Pickens en 1963 avec laquelle il a eu deux fils, Eric et Dennis.

## Affiliations et récompenses
Houlton a reçu :
- En 1973, le prix Meisinger de l'American Meteorological Society[2],[4].
- En 1982, le prix Jule G. Charney (en) de l'American Meteorological Society[4] ;
- En 1998, le prix NAS pour l'examen scientifique de l'Académie nationale des sciences[5] ;
- En 2000, la médaille Roger Revelle de l'Union américaine de géophysique[6],[7] ;
- En 2001 la médaille Carl-Gustaf Rossby de la Société météorologique américaine[4].

Il a été :
- En 1993, élu Fellow de l'American Meteorological Society[4] ;
- En 1994, élu à l'Académie nationale des sciences[8] ;
- Titulaire d'un doctorat honoris causa de l'université de Stockholm et d'une chaire émérite de l'université de Buenos Aires[3].

Depuis 2005, l'Union américaine de géophysique décerne en son honneur le prix James R. Holton aux jeunes scientifiques dans le domaine des sciences de l'atmosphère.